# 祖母傾県立自然公園 (大分県)
祖母傾県立自然公園（そぼかたむきけんりつしぜんこうえん）は、大分県南部内陸の祖母山、傾山周辺に1951年（昭和26年）3月30日に設けられた県立自然公園。

## 概要
大分県と宮崎県の県境にまたがる祖母傾国定公園の大分県側の隣接地域を県立公園としたもので、祖母傾山系の山岳や渓谷を中心とする自然公園である。総面積は14,123.95ha。2005年度の利用者数は103,000人。なお、宮崎県も祖母傾山系の南側に同名の県立自然公園を設けている。

## 区域内の自治体
- 竹田市
- 佐伯市
- 豊後大野市

## 主要な景勝地・文化財
- 神原渓谷 - 竹田市